# Ришард Капусцінський
Ришард Капусцінський (пол. Ryszard Kapuściński; 4 березня 1932, Пінськ — 23 січня 2007, Варшава) — польський репортер, публіцист, поет і фотограф.
Репортажі Капусцінського здобули широке визнання не лише як актуальна журналістика, але й як література, їх переклали багатьма мовами (Капусцінський є найбільш перекладаним польським автором після Станіслава Лема). Найбільш відомими творами Капусцінського були «Імператор» (1978), «Імперія» (1993), «Чорне дерево» (1999), «Мандрівки з Геродотом» (2004). Лауреат премії Болеслава Пруса (1975), Міжнародної премії журналістів (1978), Премії Ґете (1999), премії Віареджо (2000), премії Ґрінцане Кавур та премії принца Астурійського (2003), премії Ельзи Моранте (2005), почесний доктор багатьох польських та зарубіжних університетів. Кілька разів Капусцінський був кандидатом на Нобелівську премію.

## Біографія

### Дитинство та юність
Ришард Капусцінський народився 4 березня 1932 року в родині вчителів у Пінську, що на Поліссі (тепер Білорусь). З початком Другої світової війни його батько став підпоручиком в Окремій оперативній групі «Полісся», а після нападу СРСР на Польщу опинився в радянському полоні, звідки разом із кількома колегами йому вдалося втекти. Змінивши мундир на цивільний одяг, він повернувся до Пінська. Відтак аби уникнути депортації до Казахстану, Капусцінські виїхали до родичів батька в Перемишлі, а звідти — вглиб окупованої Польщі. Відтоді й до кінця німецької окупації Ришард Капусцінський з батьками та сестрою перебував у селі Сєракові, неподалік від Варшави.
В дитинстві Ришард прислуговував у церкві, в юності займався боксом.
Літературний дебют відбувся у віці 17 років, коли в тижневику «Dziś i Jutro» було опубліковано деякі його вірші. 1950 року Ришард склав випускні іспити у варшавській гімназії ім. Станіслава Сташиця, після чого вступив на історичний факультет Варшавського університету (який закінчив 1956 року). Під час навчання в університеті 1953 року вступив до ПОРП (членом якої зоставався до 1981 р.).

### Ранні репортажі (1956—1960)
Після навчання розпочав працювати (спершу як помічник, а не журналіст) в редакції газети «Sztandar Młodych», що була молодіжним виданням комуністів. 1956 року на сторінках газети з'явився його репортаж «Це також правда про Нову Гуту», у якому було описано складні умови життя робітників на будові комбінату в агломерації Кракова. Критичний щодо державного підприємства матеріал отримав відзнаку — Золотий Хрест Заслуги. Цей трохи несподіваний факт пояснюють тим, що попри загалом критичний настрій репортажу, Капусцінський згадав у позитивному світлі Микиту Хрущова.
Здобувши підтримку на рівні Державної Ради ПНР, Капусцінський став вимагати від редакції відрядження за кордон (у більш пізньому віці він казав, що мав тоді на увазі Чехословаччину). Відтак Капусцінського було направлено через Італію в Індію (а також Пакистан і Афганістан на зворотному шляху), а наступного року (1957) — в Китай та Японію. Ці поїздки не були дуже вдалими — на той час Капусцінський не знав жодної іноземної мови і писав з того, що бачив, але без спілкування з людьми.

### Африка, Азія, Латинська Америка, СРСР (1960—1981)
1958 року його було звільнено із «Sztandaru Młodych» за солідарність із критичним щодо влади тижневиком «Po Prostu». Того ж року він став кореспондентом тижневика «Polityka». У 1959—1960 роках відвідав Західну Африку — Гану, Ніґер та Дагомею (сучасний Бенін), а також Конґо. Результатом роботи в цьому виданні стала його перша книга «Буш по-польськи» (1962) — серія статей про «польську пустелю», яка стосувалася «перспектив забутих, невидимих, маргінальних людей, і була записами живої історії тих, хто рідко удостоюється місця в офіційній історії».
1962 року Капусцінський почав працювати на польське інформаційне агентство PAP, де був єдиним іноземним кореспондентом і протягом десяти років був «відповідальним» за п'ятдесят держав. Відтак з 1962 по 1968 роки Капусцінський мешкав у Африці; підсумком цього періоду були книги «Чорні зірки» (1963) і «Якби вся Африка» (1969). Щоправда перші книги Капусцінського довгий час не мали попиту в читача, через що він дуже потерпав. Причиною такої невдачі було те, що суспільство ПНР мало цікавили далекі незрозумілі йому країни.
1968 року повернувся до Польщі для реабілітації після малярійного менінгіту. Того ж року вирушив у південний СРСР — Закавказзя та Середню Азію; відвідав Грузію, Вірменію, Азербайджан, Туркменістан, Таджикистан, Киргизстан та Узбекистан, про що написав у книзі «Киргиз сходить із коня» (1968).
Того ж таки 1968 року вирушив до Латинської Америки, де провів наступні п'ять років. У цей час заприятелював із президентом Чилі Сальвадором Альєнде. 1969 року переклав польською мовою «Щоденник із Болівії» Че Ґевари. Згодом цей свій досвід описав у книгах «Христос із карабіном на плечі» (1975) та «Футбольна війна» (1978).
1974 року повернувся до Польщі, писав для тижневика Kultura (варшавського). Того ж року відвідав Іран (книга «Шахіншах» (1982)) та знову потрапив до Африки. В Ефіопії зустрівся з людьми, що не так давно ще мешкали й прислуговували в палаці Хайле Селассіє I, а після повалення монархії переховувалися від нової влади: на основі їхніх розповідей було написано одну з найбільш відомих його книг за межами Польщі — «Імператор» (1978). Через десять років лондонський Royal Court Theatre поставив сценічну версію цієї книги.
Наступного 1975 року відвідав Близький Схід, а пізніше (у 1975—1976 роках) — Анґолу (ці мандрівки спричинили до появи книги «Ще один день життя»). 1981 року вийшов із ПОРП та приєднався до «Солідарності». Відтоді до 1989 його твори не публікували в Польщі, лише за кордоном.

### Перебудова, останні поїздки до Африки та визнання (1981—2007)
1980-ті стали періодом відпочинку від мандрів. Капусцінський видав збірку віршів «Нотатки» (1986) та збірку афоризмів і рефлексій «Лапідарій» (1990). На межі 1980-их та 1990-их відвідав більшість республік СРСР (Росію, Вірменію, Грузію, Азербайджан, Середню Азію, Україну, Білорусь), спостерігаючи за кульмінацією перебудови (згодом ці спостереження, а також весь колишній досвід щодо СРСР він виклав у книзі «Імперія» (1993)).
В наступні роки Капусцінський мандрував значно менше. Натомість продовжували з'являтися нові його книги: «Чорне дерево» (1998) — збірка, присвячена африканським подорожам; «Лапідарій IV» (2000); фотоальбом «З Африки» (осінь 2000), до якого увійшли знімки з африканських подорожей; «Лапідарій V» (листопад 2002); «Автопортрет репортера» (2003); «Мандрівки з Геродотом» (2004) та збірки поезій «Права природи» та «Інший» (2006), що були останніми прижиттєвими виданнями автора.
Останнє десятиліття життя Капусцінського стало також періодом «формального» визнання його заслуг: 1996 року його було відзначено нагородою імені Яна Парандовського, а 1999 року він отримав нагороду «Ікар». 2004 року став лауреатом нагороди імені Даріуша Фікуса. Капусцінський отримав звання доктор honoris causa Сілезького університету в Катовицях (від 17 жовтня 1997), Вроцлавського (від 2001 року), Яґеллонського (від 2004 року) та Ґданського (від 29 січня 2004) університетів. Загалом отримав понад 40 нагород та відзначень. Був членом Товариства польських письменників. А також його було названо Журналістом століття в опитуванні серед польських журналістів, яке проводив щомісячник Press. Кілька разів Капусцінський був кандидатом на Нобелівську премію з літератури.
Помер у віці 74 років, 23 січня 2007, в одній із варшавських лікарень від гострого інфаркту міокарда. Некрологи на смерть Капусцінського з'явилися в багатьох польських та світових медіах. Про втрату у світі репортажу на перших сторінках своїх видань писали такі великі газети як New York Times, Le Monde та El País. Свої співчуття послу Польщі висловили королівське подружжя Іспанії та їхній син князь Філіп. «Це удар для польської літератури, для польської культури» — так про смерть Ришарда Капусцінського сказав у розмові з журналістами тодішній президент Польщі Лех Качинський.
Капусцінського було поховано у Варшаві на військовому цвинтарі на Повонзках.
Восени 2011 року ПІА заснувала нагороду імені Ришарда Капусцінського, яку планують вручати щорічно «авторам інформації» (як текстів, так і радіо- чи відеозвітів). Першими лауреатами цієї нагороди стали Єжи Гащинський та Міхал Жаковський за репортажі з Ємену та Греції відповідно.

## Особисте життя
З 1952 і аж до смерті Ришард Капусцінський був одружений із доктором Аліцією Мельчарек. Їхня дочка Зофія народилася 1953 року.

## Твори
- 1962 — Busz po polsku
- 1963 — Czarne gwiazdy
- 1968 — Kirgiz schodzi z konia
- 1969 — Gdyby cała Afryka
- 1969 — Че Ґевара: Dziennik z Boliwii (переклад і примітки Р.Капусцінського)
- 1970 — Dlaczego zginął Karl von Spreti?
- 1975 — Chrystus z karabinem na ramieniu
- 1976 — Jeszcze dzień życia
- 1978 — Wojna futbolowa
- 1978 — Cesarz
- 1982 — Szachinszach
- 1986 — Notes (вірші)
- 1988 — Wrzenie świata (збірка)
- 1990 — Lapidarium
- 1993 — Imperium (укр. Імперія, 2003)
- 1995 — Lapidarium II
- 1997 — Lapidarium III
- 1998 — Heban
- 2000 — Lapidarium IV
- 2000 — Z Afryki (фотоальбом)
- 2001 — Lapidarium V
- 2003 — Autoportret reportera (укр. Автопортрет Репортера, 2011)
- 2004 — Podróże z Herodotem (укр. Подорожі з Геродотом)
- 2006 — Prawa natury (вірші)
- 2006 — Ten Inny
- 2007 — Lapidarium VI

Після смерті автора видано:
- 2007 — Rwący nurt historii. Zapiski o XX i XXI wieku
- 2008 — Dałem głos ubogim

## Українські переклади
- Імперія / Перекл. з польської Н.Антонюк. — Львів: Літопис, 2003. — 344 с. (Рецензія Івана Лучука [Архівовано 2 травня 2014 у Wayback Machine.])
- Подорож з Геродотом. — К.: Юніверс. — 196 с.
- Автопортрет Репортера / Пер. з польської Б.Матіяш. — К.: Темпора, 2011. — 134 с. ISBN 978-617-569-063-5
- Імперія. — К.: Темпора, 2012.
- Імператор. Шахіншах / Переклад з польської Олеся Герасима. — Чернівці: Книги ХХІ, 2014. — 294 с.
- Ще день Життя / Переклад з польської Олеся Герасима. — Чернівці: Книги ХХІ, 2016. — 128 с.